# طائر أسود (مسلسل قصير)
طائر أسود (بالإنجليزية: Black Bird)‏ هو مسلسل درامي جريمة أمريكي قصير تم تطويره بواسطة دينيس ليهان، استنادًا إلى رواية السيرة الذاتية لعام 2010 (بالإنجليزية: In with the Devil: a Fallen Hero, a Serial Killer, and a Dangerous Bargain for Redemption)‏ من تأليف جيمس كين وهليل ليفين.
تم عرض المسلسل القصير المكون من ست حلقات في 8 يوليو 2022 على أبل تي في +.

## الطاقم

### الشخصيات الرئيسية
- تارون إيجرتون بدور جيمس كين
- باول والتر هوزر بدور لاري هول
- سبيده موافي بدور لورين مكولي
- غريغ كينير بدور بريان ميلر
- راي ليوتا بدور جيمس «بيج جيم» كين

### الشخصيات الفرعية
- روبين مالكولم بدور سامي كين
- روبرت ويسدم بدور إدموند بومونت
- جو ويليامسون بدور كو كارتر

### الضيوف
- روبرت دياجو دوكوي بدور الشريف بات هارتشورن
- ألكسندر بابارا بدور سبارتاك
- جاك ماكلوين بدور غاري هول
- لاني ستيبينغ بدور جيسيكا روتش
- سيسيليا ليل بدور روتشيل
- كولين موس بدور روس أبورن

## الحبكة
كان جيمس «جيمي» كين نجم كرة قدم شابًا واعدًا فشل في إثارة إعجاب فريق كرة القدم بالكلية. لقد تحول إلى حياة الجريمة والمتاجرة بالمخدرات حتى تم القبض عليه كجزء من لدغة أوسع تسمى عملية سنوبلو. قبل صفقة الإقرار بالذنب التي يعتقد أنها مدتها خمس سنوات، مع الإفراج المشروط بعد أربع سنوات. ومع ذلك، بالإضافة إلى الاتجار بالمخدرات، تم اتهامه بحيازة عدد من الأسلحة النارية بطريقة غير مشروعة وحكم عليه بالسجن لمدة عشر سنوات دون الإفراج المشروط.
نظرًا لشخصيته الطبيعية الساحرة وموهبته في التحدث، فقد عرضت عليه السلطات الفيدرالية فرصة لتخفيف العقوبة. هذه قصة الصفقة الخطيرة التي عُرضت عليه وما حدث بعد ذلك.

## وصلات خارجية
- طائر أسود  في قاعدة بيانات الأفلام على الإنترنت (بالإنجليزية)